# Baños de la Encina
Baños de la Encina ist ein südspanischer Ort und eine aus dem Hauptort und mehreren Weilern bestehende Gemeinde (municipio) mit insgesamt 2.563 Einwohnern (Stand: 2024) im Westen der Provinz Jaén in der autonomen Region Andalusien. Das Ortszentrum ist als Conjunto histórico-artístico anerkannt.

## Lage
Der Ort Baños de la Encina liegt in der Sierra Morena knapp 70 km (Fahrtstrecke) nördlich der Provinzhauptstadt Jaén in einer Höhe von ca. 400 bis 460 ü. d. M. Das Klima im Winter ist gemäßigt, im Sommer dagegen warm bis heiß; die geringen Niederschlagsmengen (ca. 470 mm/Jahr) fallen – mit Ausnahme der nahezu regenlosen Sommermonate – verteilt übers ganze Jahr.

## Bevölkerungsentwicklung
| Jahr      | 1857  | 1900  | 1950  | 2000  | 2020  |
| Einwohner | 2.601 | 2.788 | 6.467 | 2.686 | 2.600 |

Die deutliche Bevölkerungsrückgang in der zweiten Hälfte des 20. Jahrhunderts ist im Wesentlichen auf die nahezu ausschließliche Anpflanzung von Olivenbäumen, die damit einhergehende Mechanisierung und den daraus resultierenden  Verlust von Arbeitsplätzen zurückzuführen.

## Wirtschaft
Baños de la Encina liegt im Nordwesten der schier endlosen Olivenbaumplantagen der Provinz Jaén. Früher wurden auch Getreide, Weinreben etc. zur Selbstversorgung angepflanzt; Gemüse stammte aus den Hausgärten. Im Ort selbst haben sich Kleinhändler, Handwerker und Dienstleistungsbetriebe aller Art angesiedelt. Daneben gibt es mehrere Ferienhäuser (casas rurales).

## Geschichte

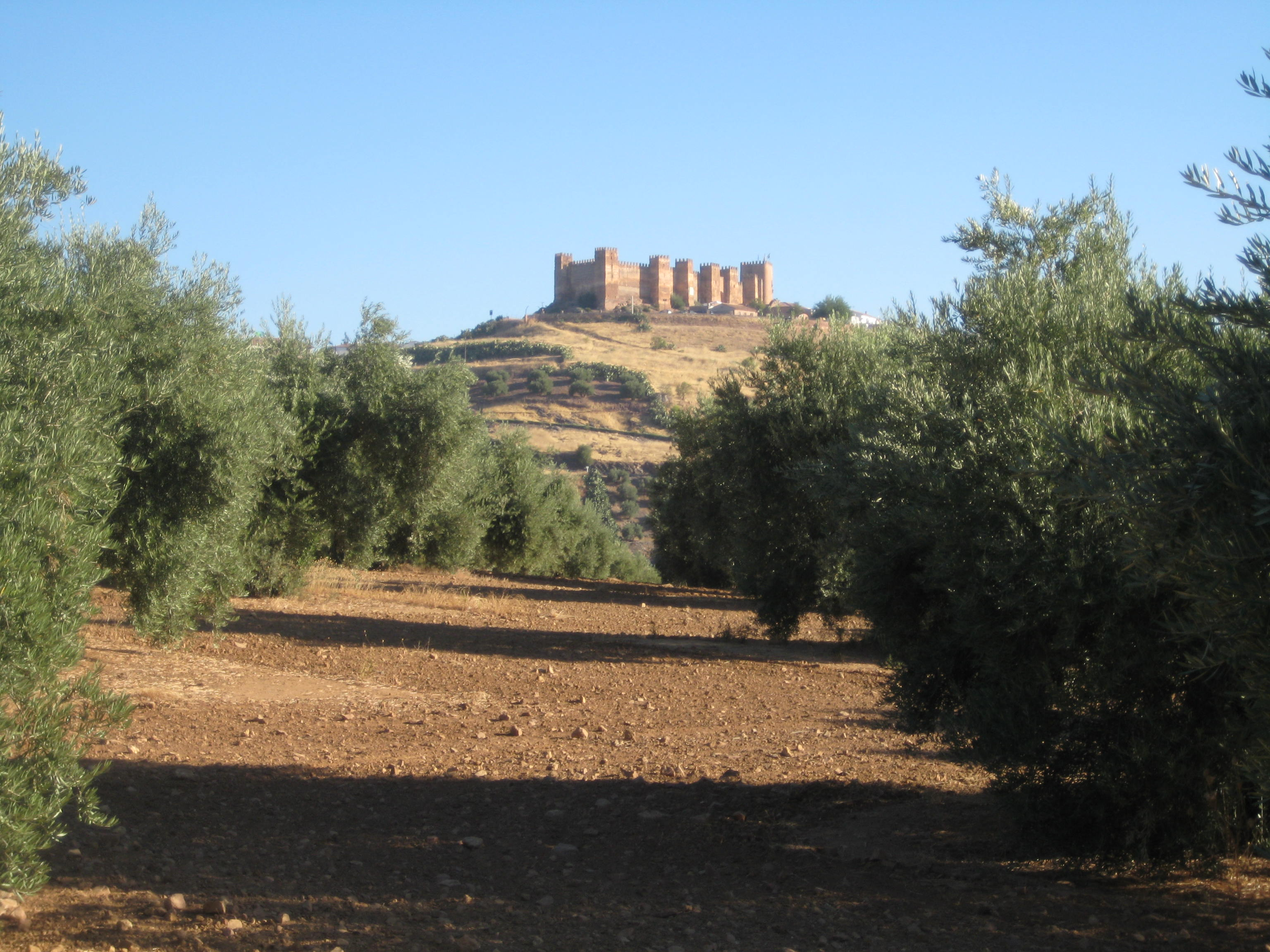
Castillo de Burgalimar über den Olivenplantagen der Provinz Jaén

Auf dem Gemeindegebiet wurden jungsteinzeitliche und bronzezeitliche Kleinfunde entdeckt; iberische Funde fehlen. Aus römischer Zeit stammen die Fundamentreste eines Landguts (villa rustica). Die Westgoten haben hingegen keine Spuren hinterlassen. Zu Beginn des 8. Jahrhunderts wurde die Gegend von den Mauren überrannt. Während des Kalifats von Córdoba entstand unter al-Hakam II. (reg. 961–976) eine erste Festung (hisn). Nach dem Ende des Kalifats von Córdoba (1031) wurde die Gegend Bestandteil des Taifa-Königreichs Jaén. Um die Mitte des 12. Jahrhunderts fiel Baños kurzzeitig an die Christen, wurde aber kurz darauf dem gerade neu entstandenen Almohadenreich einverleibt, welches sich nach der Niederlage in der Schlacht bei Las Navas de Tolosa (1212) zunehmenden Angriffen seiner muslimischen (Ibn Hud, Muhammad I. ibn Nasr) und christlichen Nachbarn ausgesetzt sah. Bereits um das Jahr 1225 wurde Baños von den Christen unter Ferdinand III. von Kastilien zurückerobert (reconquista) und dem neugeschaffenen Königreich Jaén eingegliedert, das allerdings eng mit der Krone von Kastilien verbunden war und politisch nicht in Erscheinung trat. Verwaltet wurde der Ort vom Santiago-Ritterorden, der auch die Burg (castillo) erneuerte. Mit dem Alhambra-Edikt (1492) der Katholischen Könige begann die Vertreibung der Juden; in den Jahren um 1610 wurden die letzten Muslime (Morisken) ebenfalls ausgewiesen. Im Jahr 1626 erhielt Baños die Stadtrechte.

## Sehenswürdigkeiten

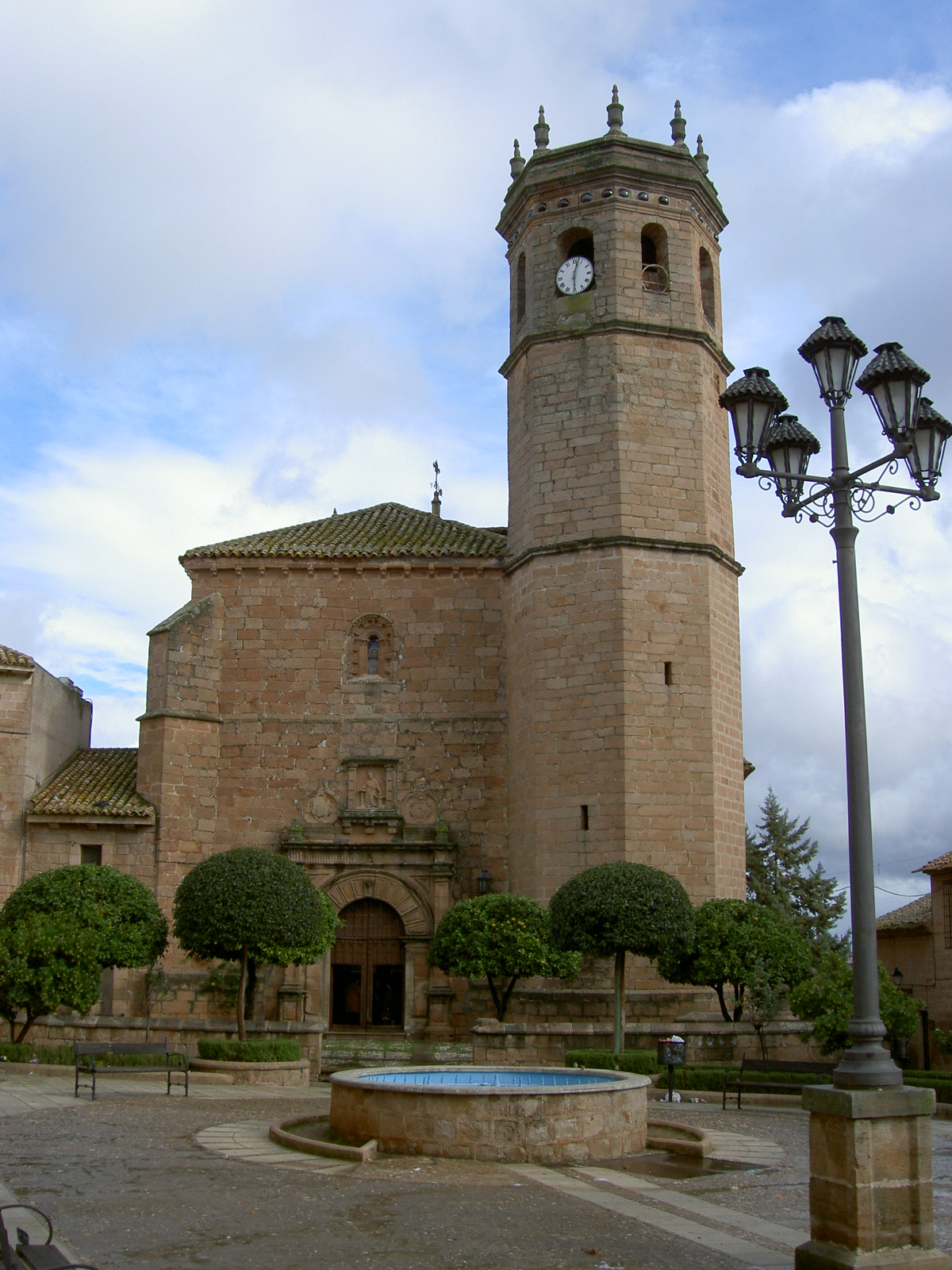
Iglesia de San Mateo

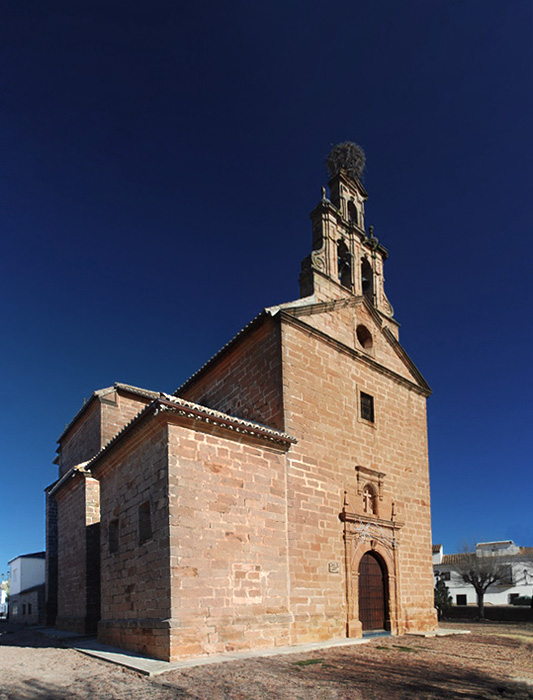
Ermita de Jesús del Llano

- Das Castillo de Burgalimar (besser Castillo de Bury Al-Hamma) gilt als eine der ältesten, zumindest in Teilen noch erhaltenen, Burgen Europas. Die eine Grundfläche von ca. 2700 m² umfassende Anlage ist ovalförmig und ist ca. 100 m lang und maximal ca. 46 m breit. Neben einem abgerundeten Bergfried (torre del homenaje) gibt es 14 Flankentürme mit quadratischem Grundriss. Die ursprünglichen Burgmauern bestanden aus Stampflehm vermischt mit kleinen Steinen; später wurden Teile der Außenmauern und vor allem der Zinnenkranz durch Steinquader erneuert. Innerhalb des Burgareals befanden sich die – wahrscheinlich aus Holzständern, später aus Fachwerk konstruierten – Räume für die Wachmannschaften sowie die Stallungen; die Wasserversorgung wurde durch Zisternen (aljibes) sichergestellt.[8]
- Die Iglesia de San Mateo entstand im 16. und 17. Jahrhundert; ungewöhnlich ist der auf oktogonalem Grundriss erbaute Glockenturm (campanario). Das Kirchenschiff wird von einem Rippengewölbe überspannt. Der alte Altarretabel wurde im Spanischen Bürgerkrieg zerstört; der heutige ist ein Werk des Bildhauers Francisco Palma Burgos.[9]
- Die Casa Salido war das Stadtpalais einer Landadeligen-Familie und entstand im 17. Jahrhundert.

Umgebung

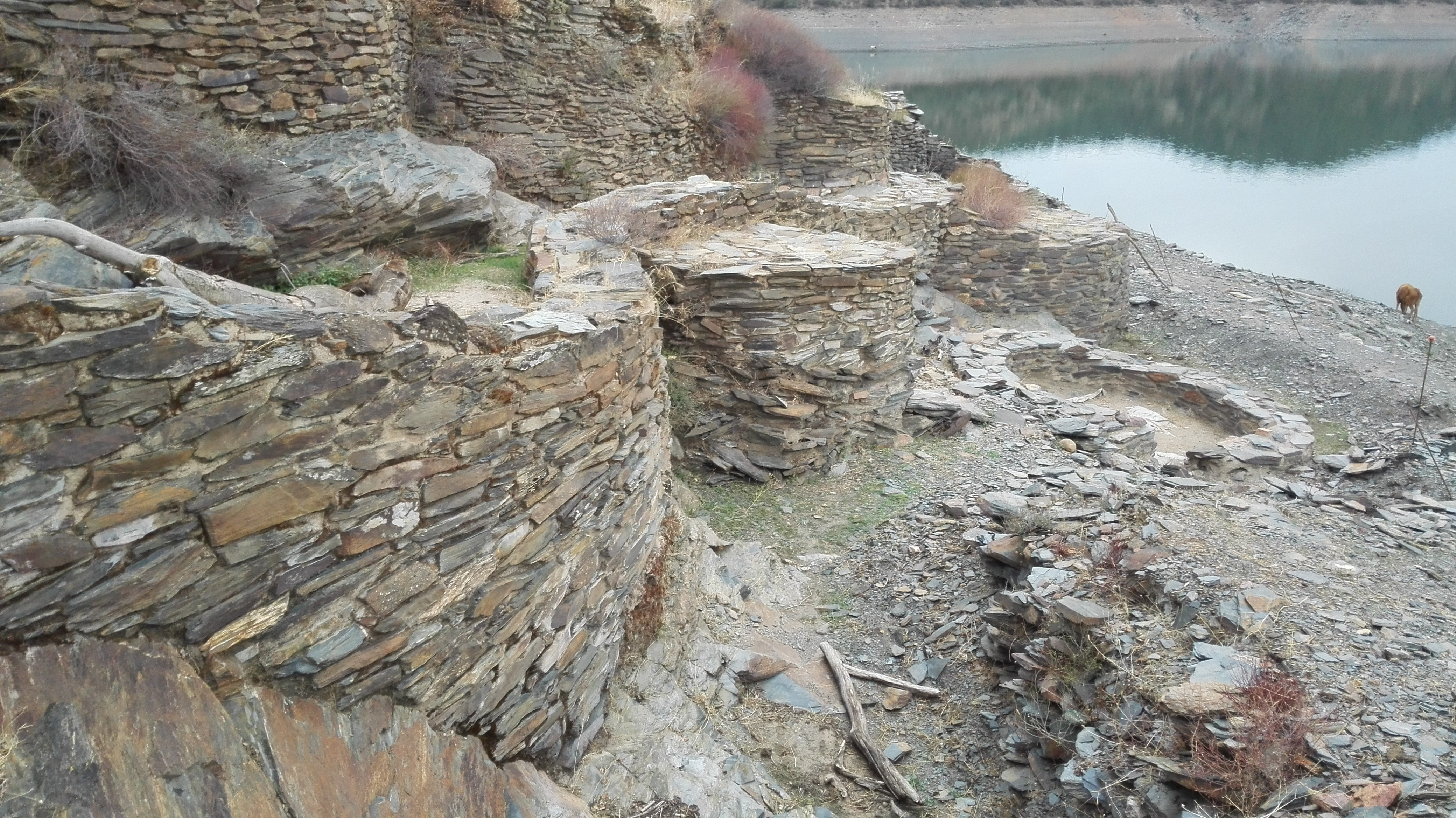
Siedlung Peñalosa

- Die von einem dreiteiligen Glockengiebel (espadaña) überhöhte Ermita del Cristo del Llano entstammt dem ausgehenden 17. Jahrhundert; im Jahr 1744 wurde ein überaus reich dekorierter barocker Camarín hinzugefügt.[10][11]
- Die ca. 2 km westlich des Ortes gelegene und in den 1980er Jahren entdeckte und ausgegrabene bronzezeitliche Siedlung Peñalosa entstand in der Zeit um 1700 v. Chr.; sie beeindruckt durch ihre Lage am Stausee des Rio Rumblar und ihre geschichteten Natursteinmauern.[12]
- Beim ca. 18 km nördlich des Ortes gelegenen Weiler El Centenillo gab es einst eine römische Erzmine.[13]